# Flat white

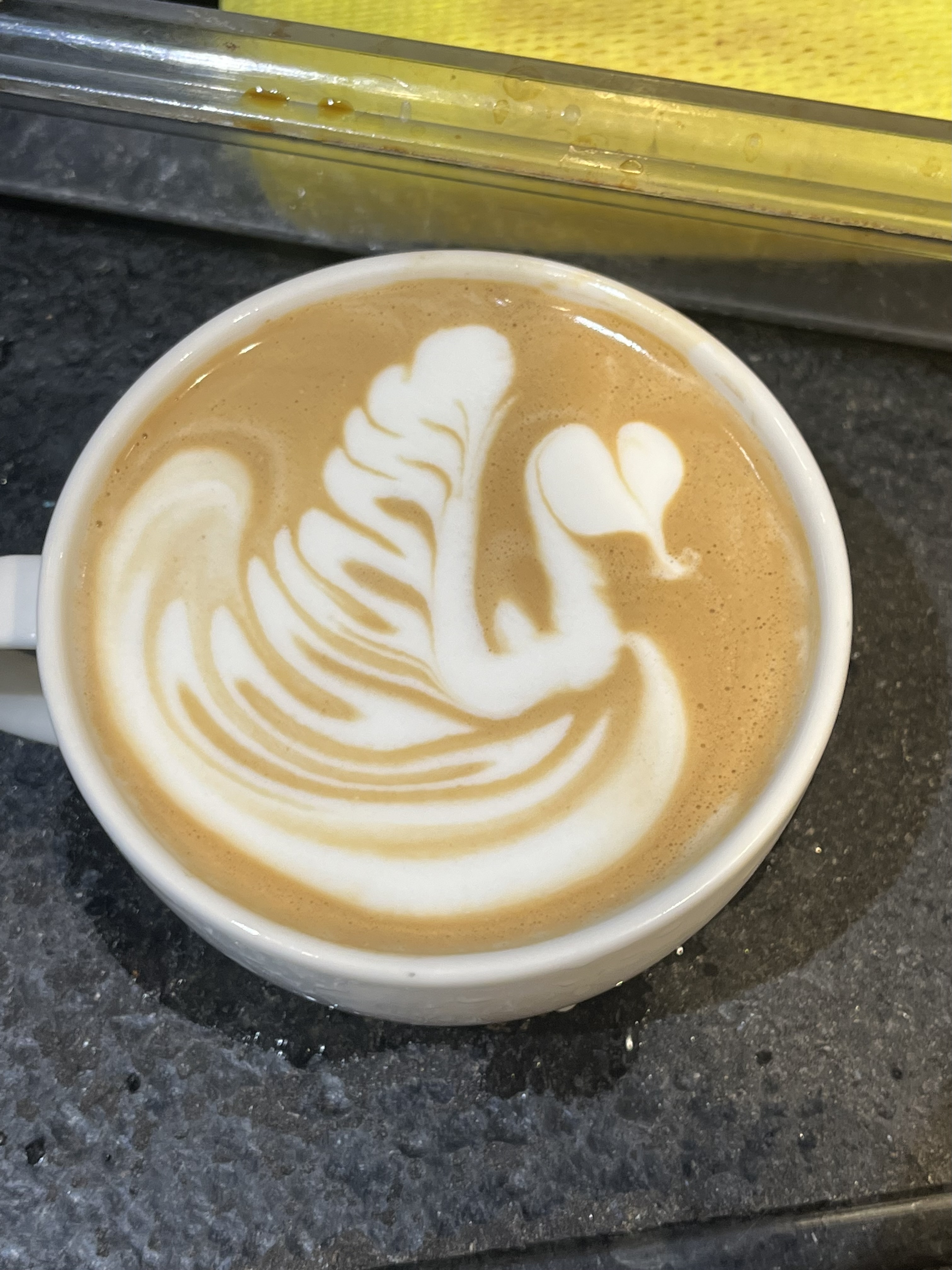
Latte art d'un cygne sur un flat white.

Le flat white est une boisson à base de café composée d'expresso et de micro mousse (lait cuit à la vapeur avec de fines bulles d'une consistance veloutée et brillante). Il est semblable au latte (ou café latte), mais servi en moindre quantité avec moins de micro mousse, lui donnant ainsi une plus grande proportion de café par rapport au lait, qui est lui-même d’une consistance plus légère et veloutée. La saveur de l’expresso est donc plus présente et relevée dans le flat white.

## Description
Le flat white est en général servi dans une tasse en céramique avec une soucoupe. Le lait est moussé comme pour les cafés latte, mais limité à environ 20 mm / 1 pouce de micro mousse. La clé de la préparation de la boisson réside dans le fait que la crema[Quoi ?] est étendue dans le ménisque formé par le lait, ce qui donne une couleur brun foncé uniforme à la boisson. Pour améliorer l’expérience, il est conseillé de laisser reposer avant la consommation, cela rehausse la texture du mélange alors que le ménisque s'épaissit et laisse des marques à chaque gorgée.
Selon une étude menée par des chroniqueurs de l'industrie, le flat white aurait plusieurs caractéristiques qui le définissent, la principale étant sa mince couche de micro mousse veloutée (d’où le « flat » dans flat white), en opposition avec la plus épaisse couche de mousse dans le traditionnel cappuccino.

## Origines
Les premiers documents qui font référence à cette boisson remontent au milieu des années 1980, en Australie, au Moors Espresso Bar à Sydney. C’est Alan Preston qui l’a ajoutée à son menu permanent en 1985. D'autres références documentées citent les cafés à Canberra qui informaient les clients en janvier 1985 que des flat white seulement seraient servis en raison de problèmes saisonniers avec le lait de vache qui ne permettait pas à la mousse de prendre forme.
Cependant, les origines du flat white demeurent contestées puisque la Nouvelle-Zélande réclame aussi en être l’inventeur,. Selon d’autres sources, le flat white proviendrait d'Auckland en Nouvelle-Zélande et aurait été créé comme alternative au latte italien par Derek Townsend et Darrell Ahlers du Café DKD,. Une autre possibilité serait qu’il provienne de Wellington et aurait été créé par erreur en essayant de faire un cappuccino au Bar Bodega sur la rue Willis St en 1989. Craig Miller, auteur de Coffee Houses of Wellington 1939 à 1979, prétend avoir préparé un flat white à Auckland au milieu des années 1980.

## Boissons similaires
Il s'agit essentiellement de l’opposé du « cappuccino sec », lequel contient une mousse sèche, mais pas de lait liquide. Le flat white contient du lait (ou micro mousse), mais pas de mousse. Le lait doit être velouté et non écumeux, ce qui a pour conséquence de rendre le café plus fort, et nécessite alors un plus court shot[Quoi ?] d’espresso (ristretto) pour éviter un goût trop âpre. Le flat white est similaire au cappuccino italien qui est composé d’un espresso simple et d’une micro mousse servi dans une tasse de 150-160 ml.
Le café espagnol café con leche est similaire, mais contient du lait frémi. Dans le flat white, le lait est cuit à la vapeur sans mousser à environ 54 °C. Cuire le lait à la vapeur à cette température retient les protéines et le gras du lait ce qui préserve sa saveur sucrée, qui est perdue lorsque frémi. Un café con leche perd aussi la micro mousse.

Le flat white peut également s'apparenter au latte et certains pensent que leur seule différence est la grosseur du contenant dans lequel ils sont servis. [réf. nécessaire]  En Australie, le flat white est servi dans une tasse en céramique, habituellement du même volume (200 ml) qu’une tasse pour le latte. Cependant, certains cafés australiens vont ajouter un extra de mousse sur le latte tandis que d’autres vont servir un flat white un peu plus court. Le flat white en Nouvelle-Zélande est plus couramment servi dans une tasse en forme de tulipe (165 ml). En Australie comme en Nouvelle-Zélande, il est généralement admis que la différence entre le latte et le flat white est au niveau du ratio de lait par rapport au café ainsi que de la consistance du lait en raison de la température à laquelle il est chauffé. 

« Un vrai flat white doit avoir la même quantité de café que dans toutes les autres boissons de café sur le menu (généralement 30 ml), mais puisqu’il est servi dans un contenant plus petit (175 ml), son goût est plus prononcé que dans un latte par exemple, qui est normalement servi dans un contenant de 225 ml et donc, contient plus de lait. La consistance du lait est aussi différente dans le flat white et le latte : dans ce dernier, le lait constitue une couche crémeuse et veloutée dont la quantité peut varier selon l’endroit où le café est préparé. Un flat white contient une bande plus mince de lait texturé, idéalement avec une surface plus brillante. »

— Tourism New Zealand

## À l'extérieur de l'Australie et de la Nouvelle-Zélande
Cette sorte de café a été exportée au Royaume-Uni en 2005, et en 2010 il était servi dans les franchises de Starbucks. En 2013, le flat white était disponible dans les cafés australiens de New-York, où Hugh Jackman était copropriétaire de l’un d’eux et promouvait le produit. Avec sa popularité croissante dans le monde, de nombreuses chaînes comme Starbucks, Costa Coffee, Caffè Nero et Pret a Manger ont ajouté le flat white à leur carte. Le Starbucks a commencé à vendre le flat white dans ses magasins américains en janvier 2015.